# Comiso Calcio
Il Comiso Calcio, o Comiso 1962, chiamato più comunemente Comiso, è una società calcistica italiana con sede a Comiso, in Provincia di Ragusa. Istituita nel 1962 come Polisportiva Comiso, nella sua storia ha disputato 11 stagioni nella massima lega dilettantistica italiana (la prima nel 1986-87), corrispondente alla Serie D.
Vincitore di una Coppa Sicilia, nella stagione 2022-2023 milita nel campionato di Eccellenza Sicilia. Tuttavia, nell’estate del 2023, la società decide di non iscrivere la squadra ad alcun campionato per la stagione 2023-2024, interrompendo momentaneamente l’attività agonistica.
Nell’estate del 2024, con l’avvento di una nuova dirigenza guidata dal presidente Gaetano Tomasello, il Comiso acquisisce il titolo sportivo dell’Atletico Santa Croce e si iscrive al campionato di Prima Categoria Sicilia 2024-2025, avviando un nuovo progetto basato sui giovani.

## Storia
Fondata nel 1962, comincia a disputare i primi campionati di Promozione siciliana per quattro anni dal 1970 al 1974, retrocede poi in Prima Categoria.
Ritorna in Promozione siciliana nel campionato 84-85 e l'anno successivo vince il girone B e sale nel Campionato Interregionale.
Disputa 8 anni consecutivi di Interregionale, e nel 1991-92 ottiene il miglior piazzamento della sua storia, ovvero il 4º posto. 
Nel 1995 retrocede in Eccellenza Sicilia, dove milita per altri 10 anni a parte un solo campionato di Promozione Sicilia nel campionato 1998-99.
Ritorna in Serie D nel 2005 collezionando prima un 6º posto e poi un 8º posto.
Nel 2007, la società ragusana presieduta dal presidente Franco Caruso, viene trasferita a Vittoria e si fonde con la Junior Vittoria, dalle due società nasce l'Associazione Calcio Dilettantistica Città di Vittoria, che adotta i colori sociali bianco e rosso. La nuova società durerà appena 8 anni prima di essere radiata dai ranghi calcistici, causa principale furono i problemi finanziari e la forte instabilità societaria che accompagnò il club sino al 2015.
Riparte invece dal Campionato di Promozione Sicilia 2007-08 l'A.S.D. Comiso, che per quattro anni tenta di raggiungere l'Eccellenza piazzandosi in zona play off. Il salto di categoria arriva grazie al ripescaggio. Dopo due campionati di Eccellenza la società retrocede in Promozione. Infine nel Campionato di Promozione Sicilia 2015-2016, il Comiso arriva ultimo in graduatoria, gioca i play out con il Palma di Montechiaro, perde per 1-0 e retrocede in Prima Categoria.
Nel campionato 2016-2017 Prima Categoria girone F, la squadra ottiene un sesto posto.
Nella stagione successiva il Comiso rinuncia al campionato di Prima Categoria.
Nella stagione 2017-2018 il Comiso arriva prima nel girone di Seconda Categoria, a pari punti con il Mazzarrone. Il 29/04/2018 si svolge a Licodia Eubea lo spareggio tra le due squadre e valido per la promozione in Prima Categoria, che vedrà i comisani vincitori del torneo ai tiri di rigore per 5-2, dopo aver chiuso i 120 minuti di gioco sull'1-1.
Nel luglio 2023 la società, sebbene sia da poco subentrata alla gestione del sodalizio verdearancio, non iscrive la squadra al campionato di Eccellenza Sicilia 2023-2024. Ciò è costato anche l'addio anticipato del neo allenatore Giuseppe Mascara. 
Nel 2024, una nuova dirigenza guidata dal presidente Gaetano Tomasello e il vice-presidente Angelo Tummino, acquisisce il titolo sportivo dell’Atletico Santa Croce, permettendo così al Comiso di iscriversi al campionato di Prima Categoria Sicilia 2024-2025. La squadra viene costruita con un progetto basato sui giovani, con l'obiettivo di rilanciare il calcio locale e garantire stabilità al club. 
Nel mese di marzo 2025, il Comiso ottiene la salvezza matematica con una giornata di anticipo nel Girone F di Prima Categoria Sicilia, assicurandosi così la permanenza nella categoria e gettando le basi per il futuro del sodalizio verdearancio.

## Colori e simboli
VERDE ARANCIO

## Strutture
Stadio Comunale Peppe Borgese

## Allenatori e presidenti
| Allenatori - 1962-2003 ... - 2003-2004 Giuseppe Romano - 2004-2005 Angelo Galfano - 2005-2007 Giuseppe Romano - 2012-2016 Giuseppe Misiti - 2016-2017 Giuseppe Carbonaro - 2017-2022 Gaspare Violante - 2022-2023 Francesco Tudisco - 2023 Giuseppe Mascara - 2024-oggi Gaetano Tomasello | Presidenti - 1962-1984 ... - 1984-1987 Antonio Lauretta - 1987-2015 ... - 2015-2017 Antonio Lauretta - 2017-2023 Salvatore Scifo - 2024-oggi Gaetano Tomasello |

## Palmarès

### Competizioni regionali
- Eccellenza: 1

2004-2005 (girone B)
- Promozione: 1

1985-1986 (girone B)
- Coppa Sicilia: 1

2018-2019

### Altri piazzamenti
- Eccellenza:

Secondo posto: 2003-2004 (girone B)
Terzo posto: 2001-2002 (girone B), 2002-2003 (girone B)
- Promozione:

Secondo posto: 1998-1999 (girone D)
- Prima Categoria  Nono posto: 2024-2025 (girone F)

## Statistiche e record

### Partecipazione ai campionati
Nazionali
| Livello | Categoria                       | Partecipazioni | Debutto   | Ultima stagione | Totale |
| ------- | ------------------------------- | -------------- | --------- | --------------- | ------ |
| 5º      | Campionato Interregionale       | 6              | 1986-1987 | 1991-1992       | 11     |
| 5º      | Campionato Nazionale Dilettanti | 3              | 1992-1993 | 1994-1995       | 11     |
| 5º      | Serie D                         | 2              | 2005-2006 | 2006-2007       | 11     |

Regionali
| Livello | Categoria         | Partecipazioni | Debutto   | Ultima stagione | Totale |
| ------- | ----------------- | -------------- | --------- | --------------- | ------ |
| I       | Promozione        | 4              | 1970-1971 | 1973-1974       | 4      |
| II      | Promozione        | 6              | 1984-1985 | 2021-2022       | 17     |
| II      | Eccellenza        | 11             | 1995-1996 | 2012-2013       | 17     |
| III     | Promozione        | 6              | 1998-1999 | 2013-2014       | 9      |
| III     | Prima Categoria   | 3              | 2016-2017 | 2024-2025       | 9      |
| IVº     | Seconda Categoria | 1              | 2017-2018 | 2017-2018       | 1      |

Nota: Al computo totale dei campionati ufficiali, mancano le stagioni che partono dal 1974-1975 al 1983-1984.